# جزیره ماره
جزیره ماره (به انگلیسی: Maré Island) دومین بزرگترین در میان جزایر لویالتی در مجمع‌الجزایر کالدونیای جدید که جز ماوراء آبهای فرانسه در اقیانوس آرام می‌باشد
این جزیره ۴۲ کیلومتر طول و بین ۱۶ تا ۳ کیلومتر عرض دارد.